# 이코마 하루미
이코마 하루미(일본어: 生駒 治美, 1970년 2월 5일~)는 일본의 성우이다. 1992년부터 J 프로덕션스 소속으로 활동을 시작했다.
SNK의 대전 격투 게임에 등장한 다양한 캐릭터들의 목소리를 연기한 것으로 유명세를 모았다. 연기한 가상의 인물로 《아랑전설》의 블루 마리, 《사무라이 쇼다운》의 나코루루와 샤를로트, 《용호의 권》의 킹이 있으며, 그 외에 SNK가 개최한 행사들에서 캐릭터 이미지 송을 부른 바 있다.

## 작품

### 비디오 게임
- 《용호의 권》 (1992) – 킹, 유리 사카자키
- 《사무라이 쇼다운》 (1993) – 나코루루, 샤를로트 크리스틴 데 콜드
- 《용호의 권 2》 (1994) – 킹
- 《더 킹 오브 파이터즈 '94》 (1994) – 킹
- 《사무라이 쇼다운 II》 (1994) – 나코루루, 샤를로트 크리스틴 데 콜드, 라쇼진 미즈키
- 《아랑전설 3》 (1995) – 블루 마리

### 애니메이션
- 《주베이짱》 – 마루야마 쇼코